# Sik
Sik (arabsko السيق, transliterirano al-Sīq, prevedeno kot Sīq, [a] dobesedno 'gred') je glavni vhod v starodavno nabatejsko mesto Petra v južni Jordaniji. Znana tudi kot Siqit, je temna ozka soteska (v nekaterih točkah široka ne več kot 3 metre), ki se vije približno 1,2 kilometra in se konča pri najbolj znamenitem ostanku Petre, Al-Khazneh (zakladnica). Široka dolina zunaj, ki vodi do Sika, je znana kot Bab as-Sīq (vrata v Sik).
Za razliko od zelo ozkih kanjonov, kot so korita Soče v Sloveniji, ki jih neposredno oblikuje voda, je Sik naravni geološki prelom, ki so ga razcepile tektonske sile; šele kasneje jo je gladko preoblikovala voda. Stene, ki obdajajo Sik, so visoke med 91–182 metri.
Ob vhodu v Sik je jez, rekonstruiran leta 1963 in spet leta 1991, zasnovan tako, da zapre ustje Sika in preusmeri občasne hudourniške vode stran od soteske. Jez je dokaj dobra rekonstrukcija nekdanjega, ki so zgradili Nabatejci med 1. stoletjem pred našim štetjem in začetkom 1. stoletja našega štetja. Na vhodu so tudi ostanki monumentalnega loka, od katerega sta ohranjeni le dve konzoli in nekaj kamnov samega loka. Lok se je podrl leta 1896 po potresu, njegov videz pa je znan iz litografij zgodnjih obiskovalcev Matthewa Boulbyja in Davida Robertsa. Na vhodu so tudi že prve grobnice.
Sik je bil služil kot osrednji vhod v Petro za karavane. Vzdolž obeh sten kanjona je več praznih niš, ki vsebujejo beth-el ali baetyli, ki nakazujejo, da je bil Sik Nabatejcem svet. Leta 1998 so, ob izkopu za znižanje ceste za 1,8 m, odkrili skupino kipov. Čeprav je zgornji del močno erodiran, je še vedno mogoče prepoznati figure dveh trgovcev, od katerih vsak vodi dve kameli. Figuri sta skoraj dvakrat večji od človeka.
Vzdolž Sika je nekaj podzemnih komor, katerih namen še ni razjasnjen. Možnost, da so bile grobnice, je bila izključena, arheologi pa težko verjamejo, da gre za stanovanja. Večinski konsenz je, da so bili v njih nastanjeni stražarji, ki so branili glavni vhod v Petro.

## 3D dokumentacija
Projekt Zamani je prostorsko dokumentiral Sik in večino delov arheološkega parka Petra v letih 2011–2014, kot del Unescovega Stability Project. Nepridobitna organizacija je specializirana za 3D digitalizacijo opredmetene kulturne dediščine in si prizadeva za večjo ozaveščenost in znanje o dediščini v Afriki in širše. Podatki, ki jih je ustvaril Zamani, se uporabljajo za raziskave, izobraževanje, obnovo, ohranjanje in kot zapis za prihodnje generacije.